# Polyclinum gelidus
Polyclinum gelidus är en sjöpungsart som först beskrevs av Monniot 1987.  Polyclinum gelidus ingår i släktet Polyclinum och familjen klumpsjöpungar. Inga underarter finns listade i Catalogue of Life.